# Opisthograptis poskini
Opisthograptis poskini là một loài bướm đêm trong họ Geometridae.